# Kisbajom
Kisbajom is een plaats (község) en gemeente in het Hongaarse comitaat Somogy. Het dorp is gelegen in een bosrijke omgeving aan een doodlopende weg.
Kisbajom telde 455 inwoners in 2001. Aan het eind van de negentiende eeuw (1870) telde de bevolking nog 957 mensen. Geleidelijk nam dit af tot 891 in 1950 en 563 in 1980. Begin jaren negentig waren er 494 inwoners geregistreerd. Daarvan waren 92 mensen ingeschreven als etnische Roma. In 1992 was 37% werkzaam, 34% werkloos en 30% kind of gepensioneerd. (bron: Kisbajom falufelmérés, PMMF urbanisztika szak, 1993)
Sinds 2010 heeft de gemeente, met behulp van Europese gelden, een vakantiewoning gebouwd, campingvoorzieningen getroffen, een natuurwandeling in de bossen uitgezet, en fietsen voor de verhuur geregeld en paardenkoetsen gekocht voor toeristengroepen. Deze faciliteiten zijn gelokaliseerd rond de oude pastorie van het dorp en deels in het openluchtmuseum, allemaal midden in het dorp.